# Muscatine
Muscatine es una ciudad ubicada en el condado de Muscatine en el estado estadounidense de Iowa. En el Censo de 2010 tenía una población de 22 886 habitantes y una densidad poblacional de 481,62 personas por km².

## Geografía
Muscatine se encuentra ubicada en las coordenadas 41°25′13″N 91°4′11″O / 41.42028, -91.06972. Según la Oficina del Censo de los Estados Unidos, Muscatine tiene una superficie total de 47.52 km², de la cual 44.8 km² corresponden a tierra firme y (5.73%) 2.72 km² es agua.

## Demografía
Según el censo de 2010, había 22 886 personas residiendo en Muscatine. La densidad de población era de 481,62 hab./km². De los 22 886 habitantes, Muscatine estaba compuesto por el 87,77% blancos, el 2,34% eran afroamericanos, el 0,47% eran amerindios, el 0,82% eran asiáticos, el 0,02% eran isleños del Pacífico, el 6,35% eran de otras razas y el 2,23% pertenecían a dos o más razas. Del total de la población el 16,58% eran hispanos o latinos de cualquier raza.

## Ciudades hermanas
Muscatine tiene ocho ciudades hermanas:
- Paraná, Argentina
- Crespo, Argentina
- Paysandú, Uruguay
- Drogóbich, Ucrania
- Ichikawadaimon, Japón
- Łomża, Polonia
- Ludwigslust, Alemania
- Kislovodsk, Rusia
- Ramala, Palestina